# Grégory Gachet
Pour les articles homonymes, voir Gachet.
Grégory Gachet, né le 9 décembre 1976 à Beaufort (Savoie), est un skieur français.

## Palmarès

### Championnats du monde
- 2010 à Valira,  Andorre
  -  Médaille de bronze en relais
- 2008 à Portes du Soleil,  Suisse
  -  Médaille de bronze en Vertical Race
- 2006 en Province de Coni,  Italie
  -  Médaille de bronze en Vertical Race
  -  Médaille d'argent en relais
  -  Médaille d'argent par équipes

### Championnats d'Europe
- 2007 à Avoriaz-Morzine,  France
  -  Champion d’Europe par équipes
- 2005 à Andorre,  Andorre
  -  Champion d’Europe par équipes

### Autres compétitions
- Pierra Menta
  - 2005 : 2e place avec Florent Perrier
  - 2007 : 1re place avec Florent Perrier

- Trophée Mezzalama
  - 2007 : 2e place avec Patrick Blanc et Florent Perrier

- Trophée des Gastlosen
  - 2005 : victoire avec Florent Perrier (ils détiennent le record actuel du grand parcours)

- Tour du Rutor
  - 2007 : 2e place